# Bertrand Lindsay
Pour les articles homonymes, voir Lindsay.
Leslie Bertrand Lindsay plus connu sous le nom de Bert Lindsay (né le 23 juillet 1881 à Garafraxa County dans la province de l'Ontario au Canada – mort le 11 novembre 1960 à Sarnia dans la province de l'Ontario au Canada) est un joueur professionnel de hockey sur glace. Il évolue en Amérique du Nord au début du XXe siècle pour différentes équipes. Il est le père de Ted Lindsay, futur membre du temple de la renommée du hockey,.

## Biographie

### Carrière
Bert Lindsay fait parler de lui à partir de 1903 et en 1909, il rejoint les rangs de l'Association nationale de hockey en jouant pour le club des Creamery Kings de Renfrew. En 1911-12, il quitte l'ANH pour rejoindre les Aristocrats de Victoria de l'Association de hockey de la Côte du Pacifique. Il remporte ainsi le titre de champion de la PCHA en 1913 et 1914. Lors d'un match de démonstration, l'équipe bat également les Bulldogs de Québec en 1913 alors que ces derniers détiennent la Coupe Stanley. Lors de cette saison, il est nommé dans l'équipe type de la PCHA. 
En 1915-16, il retourne jouer pour l'ANH en signant avec les Wanderers de Montréal. Il fait ainsi partie de l'équipe des Wanderers qui intègre la nouvelle Ligue nationale de hockey en 1917. Malheureusement pour eux, après six matchs joués dans la saison, la patinoire de l'équipe prend feu et l'équipe met fin à ses activités.
Lindsay joue une dernière saison en tant que professionnel en 1918-1919. En effet, l'équipe championne en titre de la Coupe Stanley, les Arenas de Toronto font appel à lui car leur gardien habituel, Hap Holmes, n'évoluait que sous forme de joueur prêté et il est rappelé par ses propriétaires, les Metropolitans de Seattle.
En seize matchs qu'il joue avec les Arenas, il ne remporte que cinq matchs et onze défaites puis met fin à sa carrière.

### Vie privée
Bert Lindsay est le père de Ted Lindsay qui est né en 1925. Ted connaît une carrière d'une vingtaine de saisons dans la LNH et est un des dix membres du Temple de la renommée du hockey à avoir été intronisé avant les trois ans de délai habituels.

## Statistiques
| Saison    | Équipe                    | Ligue    |    | Saison régulière | Saison régulière | Saison régulière | Saison régulière | Saison régulière | Saison régulière | Saison régulière | Saison régulière | Saison régulière | Saison régulière |   | Séries éliminatoires | Séries éliminatoires | Séries éliminatoires | Séries éliminatoires | Séries éliminatoires | Séries éliminatoires | Séries éliminatoires | Séries éliminatoires | Séries éliminatoires | Séries éliminatoires |
| Saison    | Équipe                    | Ligue    | PJ | V                | D                | Pr/N             | Min              | BC               | Moy              | % Arr            | Bl               | Pun              | PJ               | V | D                    | N                    | Min                  | BC                   | Moy                  | % Arr                | Bl                   | Pun                  |                      |                      |
| 1903-1904 | Guelph Nationals          | OHA Int. | -  | -                | -                | -                | -                | -                | -                | -                | -                | -                | -                | - | -                    | -                    | -                    | -                    | -                    | -                    | -                    | -                    |                      |                      |
| 1904-1905 |                           |          | -  | -                | -                | -                | -                | -                | -                | -                | -                | -                | -                | - | -                    | -                    | -                    | -                    | -                    | -                    | -                    | -                    |                      |                      |
| 1905-1906 | Toronto Argonauts         | OHA Int. | -  | -                | -                | -                | -                | -                | -                | -                | -                | -                | -                | - | -                    | -                    | -                    | -                    | -                    | -                    | -                    | -                    |                      |                      |
| 1906-1907 | Renfrew Rivers            | UOVHL    | -  | -                | -                | -                | -                | -                | -                | -                | -                | -                | -                | - | -                    | -                    | -                    | -                    | -                    | -                    | -                    | -                    |                      |                      |
| 1906-1907 | Latchford Pros            | TPHL     | -  | -                | -                | -                | -                | -                | -                | -                | -                | -                | -                | - | -                    | -                    | -                    | -                    | -                    | -                    | -                    | -                    |                      |                      |
| 1907-1908 | Creamery Kings de Renfrew | UOVHL    | 4  | 4                | 0                | 0                | 240              | 16               | 4,00             | -                | 0                | -                | -                | - | -                    | -                    | -                    | -                    | -                    | -                    | -                    | -                    |                      |                      |
| 1907-1908 | Invincibles de Brockville | FAHL     | 1  | 1                | 0                | 0                | 60               | 0                | 0,00             | -                | 1                | -                | -                | - | -                    | -                    | -                    | -                    | -                    | -                    | -                    | -                    |                      |                      |
| 1908-1909 | Edmonton Professionals    | Exhib.   | 3  | 3                | 0                | 0                | 180              | 10               | 3,33             | -                | 0                | -                | 2                | 1 | 1                    | 0                    | 120                  | 13                   | 6,50                 | -                    | 0                    | -                    |                      |                      |
| 1908-1909 | Strathcona Professionals  | Exhib.   | 1  | 0                | 1                | 0                | 60               | 11               | 11,00            | -                | 0                | -                | -                | - | -                    | -                    | -                    | -                    | -                    | -                    | -                    | -                    |                      |                      |
| 1908-1909 | Creamery Kings de Renfrew | FAHL     | 6  | 6                | 0                | 0                | 360              | 35               | 4,17             | -                | 0                | -                | -                | - | -                    | -                    | -                    | -                    | -                    | -                    | -                    | -                    |                      |                      |
| 1910      | Renfrew Creamery Kings    | ANH      | 1  | 0                | 1                | 0                | 60               | 11               | 11,00            | -                | 0                | -                | -                | - | -                    | -                    | -                    | -                    | -                    | -                    | -                    | -                    |                      |                      |
| 1910      | Creamery Kings de Renfrew | ANH      | 12 | 8                | 3                | 1                | 730              | 54               | 4,44             | -                | 0                | -                | -                | - | -                    | -                    | -                    | -                    | -                    | -                    | -                    | -                    |                      |                      |
| 1910-1911 | Creamery Kings de Renfrew | ANH      | 16 | 8                | 8                | 0                | 960              | 101              | 6,31             | -                | 0                | -                | -                | - | -                    | -                    | -                    | -                    | -                    | -                    | -                    | -                    |                      |                      |
| 1911-1912 | Aristocrats de Victoria   | PCHA     | 16 | 7                | 9                | 0                | 975              | 90               | 5,54             | -                | 0                | -                | -                | - | -                    | -                    | -                    | -                    | -                    | -                    | -                    | -                    |                      |                      |
| 1912-1913 | Aristocrats de Victoria   | PCHA     | 15 | 10               | 5                | 0                | 927              | 56               | 3,62             | -                | 1                | -                | -                | - | -                    | -                    | -                    | -                    | -                    | -                    | -                    | -                    |                      |                      |
| 1913-1914 | Aristocrats de Victoria   | PCHA     | 16 | 10               | 6                | 0                | 1005             | 80               | 4,78             | -                | 0                | -                | 3                | 0 | 3                    | 0                    | 195                  | 13                   | 4,00                 | -                    | 0                    | -                    |                      |                      |
| 1914-1915 | Aristocrats de Victoria   | PCHA     | 17 | 4                | 13               | 0                | 1054             | 116              | 6,60             | -                | 0                | -                | -                | - | -                    | -                    | -                    | -                    | -                    | -                    | -                    | -                    |                      |                      |
| 1914-1915 | PCHA All-Stars            | Exhib.   | 2  | 0                | 2                | 0                | 120              | 12               | 6,00             | -                | 0                | -                | -                | - | -                    | -                    | -                    | -                    | -                    | -                    | -                    | -                    |                      |                      |
| 1915-1916 | Wanderers de Montréal     | ANH      | 23 | 10               | 13               | 0                | 1380             | 110              | 4,78             | -                | 1                | -                | -                | - | -                    | -                    | -                    | -                    | -                    | -                    | -                    | -                    |                      |                      |
| 1916-1917 | Wanderers de Montréal     | ANH      | 15 | 3                | 12               | 0                | 879              | 95               | 6,48             | -                | 0                | -                | -                | - | -                    | -                    | -                    | -                    | -                    | -                    | -                    | -                    |                      |                      |
| 1917-1918 | Wanderers de Montréal     | LNH      | 4  | 1                | 3                | 0                | 240              | 35               | 8,75             | -                | 0                | -                | -                | - | -                    | -                    | -                    | -                    | -                    | -                    | -                    | -                    |                      |                      |
| 1918-1919 | Arenas de Toronto         | LNH      | 16 | 5                | 11               | 0                | 998              | 83               | 4,99             | -                | 0                | -                | -                | - | -                    | -                    | -                    | -                    | -                    | -                    | -                    | -                    |                      |                      |